# 잔 마리아 비스콘티
잔 마리아 비스콘티(이탈리아어: Filippo Maria Visconti, 1388년 9월 7일 - 1412년 5월 16일) 또는 조반니 마리아 비스콘티'(이탈리아어: Giovanni Maria Visconti)는 잔 갈레아초 비스콘티와 카테리나 비스콘티의 아들이자, 2대 비스콘티 가의 밀라노 공작이다.

## 생애

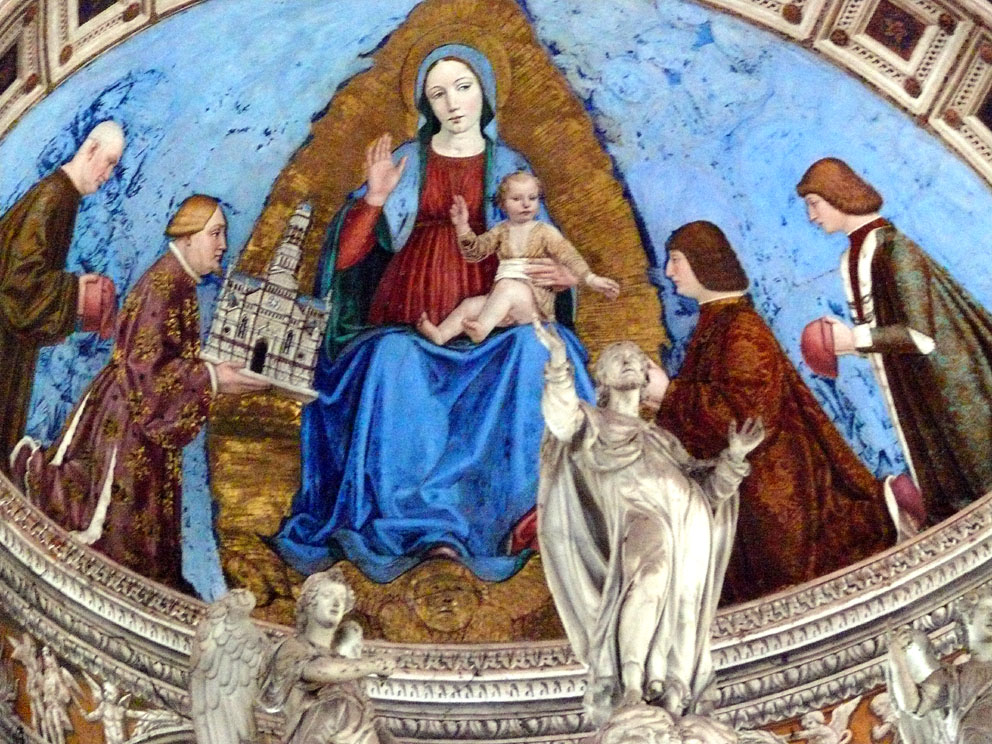
잔 갈레아초 비스콘티와 그의 세 아들들

그는 어머니의 섭정 기간 동안인 13세 나이에 밀라노 공작 직위를 얻은 것으로 추정된다. 밀라노 공국은 여러 세력들이 밀라노 공국의 소유를 주장하며 난립해있었지만, 콘도티에로 파치노 카네가 이를 진압하였다. 잔 마리아의 잔인함 덕에, 그는 몬차에서 수감중이던 카테리나 비스콘티의 의심을 하게 할 수 있었고, 그녀는 1404년 10월 17일 살해당한걸로 추정된다. 공작은 유명한 개가 있는 것으로 유명했는데, 그 개를 사람을 죽이게 훈련을 시켰다.
1408년 잔 마리아는 리미니의 군주인 카를로 1세의 딸인 체세나의 안토니아 말라테스타와 혼인하였다. 하지만 그들 사이에 자식은 없었다.
밀라노의 기벨린 세력들이 잔 마리아를 상대로 일으킨 반란을 일으켰는데, 당시에 파치노 카네는 파비아에서 병으로 앓고 있었고, 잔 마리아는 밀라노의 산 고타르도 성당 앞에서 암살당하고 말았다. 임종 때의 파치노가 그의 부하들에게서 필리포 마리아를 지지하겠다는 제안을 받아내었고, 잔 마리아의 형제는 공작 자리를 계승하였다.